# (5914) Kathywhaler
(5914) Kathywhaler est un astéroïde de la ceinture principale.

## Description
(5914) Kathywhaler est un astéroïde de la ceinture principale. Il fut découvert le 20 novembre 1990 à Siding Spring par Robert H. McNaught. Il présente une orbite caractérisée par un demi-grand axe de 3,54 UA, une excentricité de 0,09 et une inclinaison de 10,4° par rapport à l'écliptique.

## Compléments